# Liesle
Liesle é uma comuna francesa na região administrativa da Borgonha-Franco-Condado, no departamento de Doubs. Estende-se por uma área de 16.54 km². Em 2010 a comuna tinha 542 habitantes (densidade: 32,8 hab./km²).